# Дуће
Дуће су насељено место у саставу општине Дуги Рат, Сплитско-далматинска жупанија, Република Хрватска.

## Географски положај
Дуће се налазе на Омишкој ривијери, уз пут Омиш — Сплит. Обала Дућа, са дугом плитком пешчаном плажом, омиљено је купалиште бројних Сплићана.
Место Дуће се састоји од: Луке, Рогача, Вавља, Главице и Дочина. Осим новог насеља Дуће које је изграђено уз магистралу, постоји и старо село Дуће са 24 куће.
Источно од Дућа налази се Вавље, смештено испод брда Мошница.

## Историја
До територијалне реорганизације у Хрватској налазиле су се у саставу старе општине Омиш.
Некада је у Дућама живело само неколико породица са презименима: Војновић, Шкарица, Чепић, Билановић, Шкобаљ, Желалић. Основна привредна делатност је туризам.

## Становништво
На попису становништва 2011. године, Дуће су имале 1.561 становника.
| Број становника по пописима | Број становника по пописима | Број становника по пописима | Број становника по пописима | Број становника по пописима | Број становника по пописима | Број становника по пописима | Број становника по пописима | Број становника по пописима | Број становника по пописима | Број становника по пописима | Број становника по пописима | Број становника по пописима | Број становника по пописима | Број становника по пописима | Број становника по пописима |
| --------------------------- | --------------------------- | --------------------------- | --------------------------- | --------------------------- | --------------------------- | --------------------------- | --------------------------- | --------------------------- | --------------------------- | --------------------------- | --------------------------- | --------------------------- | --------------------------- | --------------------------- | --------------------------- |
| 1857.                       | 1869.                       | 1880.                       | 1890.                       | 1900.                       | 1910.                       | 1921.                       | 1931.                       | 1948.                       | 1953.                       | 1961.                       | 1971.                       | 1981.                       | 1991.                       | 2001.                       | 2011                        |
| 78                          | 179                         | 166                         | 183                         | 189                         | 224                         | 226                         | 357                         | 171                         | 253                         | 262                         | 416                         | 420                         | 1.345                       | 1.640                       | 1.561                       |

Напомена: У 1991. повећано за део подручја насеља Дуги Рат, где је и садржан део података од 1880. до 1910. и од 1948. до 1961, а истовремено смањено за део подручја насеља који је припојен насељу Омиш (град Омиш), за које и садржи део података од 1857. до 1981.

### Попис1991.
На попису становништва 1991. године, насељено место Дуће је имало 1.345 становника, следећег националног састава:
| Попис 1991.‍   | Попис 1991.‍  | Попис 1991.‍ | Попис 1991.‍ | Попис 1991.‍ |
| ------------- | ------------ | ----------- | ----------- | ----------- |
|               |              |             |             |             |
| Хрвати        | Хрвати       |             | 1.294       | 96,20%      |
| Срби          | Срби         |             | 9           | 0,66%       |
| Албанци       | Албанци      |             | 2           | 0,14%       |
| Југословени   | Југословени  |             | 2           | 0,14%       |
| Муслимани     | Муслимани    |             | 2           | 0,14%       |
| Мађари        | Мађари       |             | 1           | 0,07%       |
| Немци         | Немци        |             | 1           | 0,07%       |
| Русини        | Русини       |             | 1           | 0,07%       |
| Турци         | Турци        |             | 1           | 0,07%       |
| неопредељени  | неопредељени |             | 4           | 0,29%       |
| регион. опр.  | регион. опр. |             | 1           | 0,07%       |
| непознато     | непознато    |             | 27          | 2,00%       |
| укупно: 1.345 |              |             |             |             |

## Црква
У селу се налазе католичке цркве Св. Анте и Св. Марка.
Дуће има своју цркву Госпе од снига (снега) и на дан (5. августа) је у Дућама велика прослава (фешта). Становници одлазе на врх брда по имену Стоморица. Ту се налази и црква Госпе од снига, која је добила име по легенди коју препричавају староседеоци о чуду када је усред лета на том месту падао снег.